# Leola, South Dakota
Leola är administrativ huvudort i McPherson County i South Dakota. Enligt 2020 års folkräkning hade Leola 434 invånare.